# Quaker Oats Company
La Quaker Oats Company, conosciuta come Quaker, è un conglomerato alimentare americano con sede a Chicago. È di proprietà di PepsiCo dal 2001.

## Storia

### Società di mugnai precursori
Negli anni '50 dell'Ottocento, l'imprenditore Ferdinand Schumacher e l'affarista Robert Stuart fondarono mulini di avena. Schumacher ha fondato la German Mills American Oatmeal Company ad Akron (Ohio), e Stuart ha fondato la North Star Mills a Hearst (Ontario). Nel 1870, Schumacher pubblicò la sua prima pubblicità sui cereali sul quotidiano Akron Beacon Journal. Nel 1877 fu fondata la Quaker Mill Company di Ravenna (Ohio). "Il nome è stato scelto quando il partner di Quaker Mill Henry Seymour ha trovato un articolo di un'enciclopedia sui Quaccheri e ha deciso che le qualità descritte - integrità, onestà, purezza - fornivano un'identità appropriata per il prodotto di avena dell'azienda". Quaker Mill Company deteneva il marchio sul nome Quaker. A Ravenna (Ohio) il 4 settembre 1877, Henry Seymour della Quaker Mill Company fece domanda per il primo marchio per un cereale per la colazione, "a man in 'quaker garb'".
Nel 1879, John Stuart e suo figlio Robert si unirono a George Douglas per formare Imperial Mill e fondare la loro attività a Chicago (Illinois). Nel 1881, Henry Crowell acquistò la Quaker Mill Company, e l'anno successivo lanciò una campagna pubblicitaria nazionale per Quaker Oats, introducendo una scatola di cereali che consentiva di acquistare in quantità diverse da quelle sfuse. Acquistò anche la fallita Quaker Oat Mill Company di Ravenna e ricoprì le posizioni chiave di direttore generale, presidente e presidente dell'azienda dal 1888 fino alla fine del 1943, diventando noto come il magnate dei cereali. Ha donato più del 70% della sua ricchezza al Crowell Trust, una fondazione di beneficenza statunitense.
Nel 1888, l'American Cereal Company è stata costituita dalla fusione di sette importanti mugnai di avena. Ferdinand Schumacher divenne presidente, Henry Crowell, direttore generale e John Stuart il segretario-tesoriere. Nel 1889, l'American Cereal Company introdusse la taglia di prova da mezza oncia e, come promozione, ne distribuì una in ogni casa di Portland, nell'Oregon, tramite ragazzi in bicicletta. Successivamente, questa promozione è stata estesa ad altre città. Una seconda promozione prevedeva il posizionamento dei piatti della cena all'interno delle scatole di avena allora regolari (non rotonde).

### Quaker Oats Company
Nel 1901 fu fondata nel New Jersey la Quaker Oats Company con sede a Chicago, dalla fusione di quattro mulini di avena: la Quaker Mill Company a Ravenna (Ohio), che deteneva il marchio sul nome Quaker; il mulino per cereali a Cedar Rapids (Iowa), di proprietà di John Stuart, suo figlio Robert Stuart e il loro partner George Douglas; la German Mills American Oatmeal Company ad Akron (Ohio), di proprietà di Schumacher; La Rob Lewis & Co. American Oats and Barley Oatmeal Corporation. Formalmente noto come mix di farina d'avena istantanea "Good For Breakfast". Nello stesso anno, l'intera società risultante dalla fusione fu acquisita da Henry Parsons Crowell, che acquistò anche la fallita Quaker Oat Mill Company, sempre a Ravenna.
Nel 1908, Quaker Oats introdusse la prima di una serie di ricette di biscotti sulla scatola. Nel 1911 Quaker Oats acquistò la Great Western Cereal Company. L'iconico pacchetto cilindrico fece la sua prima apparizione nel 1915. Nello stesso anno, Quaker offrì agli acquirenti la prima scatola di cereali premium. Inviando un dollaro e la foto ritagliata del "Quaker Man", i clienti hanno ricevuto una doppia caldaia per la cottura della farina d'avena.
Negli anni '20, Quaker introdusse "Quaker Quick Oats" un primo alimento pronto e offrì anche un kit radio di cristallo utilizzando il pacchetto cilindrico. Negli anni '30, Quaker era una delle tante aziende che utilizzavano le Gemelle Dionne per scopi promozionali. Quaker Oats a Cedar Rapids, Iowa, è stato fotografato negli anni '30 da Theodor Horydczak, che ha documentato la costruzione, le operazioni e gli operai dello stabilimento.
Nel 1969, Quaker acquisì Fisher-Price, un'azienda di giocattoli. Negli anni '70, la società finanziò la realizzazione del film Willy Wonka e la fabbrica di cioccolato, ottenendo in cambio una licenza per utilizzare alcuni dei nomi di prodotti citati nel film per le barrette di cioccolato Wonka. Nel 1991, Quaker Oats ha scorporato la sua divisione Fisher-Price.
Nel 1983, Quaker ha acquistato Stokely-Van Camp, Inc., produttori di Van Camp's e Gatorade.
Nell'agosto 2001, PepsiCo ha acquisito Quaker Oats per 14 miliardi di dollari, principalmente per il suo marchio di bibite Gatorade. La fusione ha creato la quarta azienda di beni di consumo al mondo. Sebbene l'obiettivo principale di PepsiCo fosse la bevanda sportiva non gassata Gatorade, la divisione cereali e snack di Quaker completava la divisione esistente di snack salati Frito-Lay.

### Struttura canadese

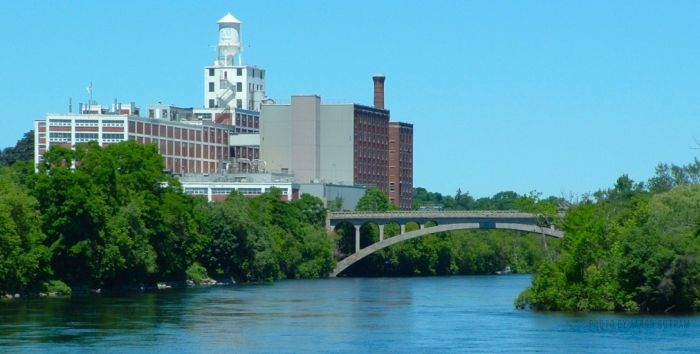
Stabilimento Quaker Oats a Peterborough.

Il principale impianto di produzione canadese per Quaker Oats si trova a Peterborough. La fabbrica fu fondata per la prima volta come American Cereal Company nel 1901 sulle rive del fiume Otonabee durante il periodo di industrializzazione di quella città. A quel tempo, la città era conosciuta come "The Electric City" per le sue risorse idroelettriche, attirando molte aziende sul sito per sfruttare questa fonte. Il corso d'acqua Trento-Severn ha anche promesso di fornire una rotta di spedizione alternativa dalle aree interne intorno alla città, anche se sembra che questa non sia mai stata utilizzata nella pratica. L'11 dicembre 1916 la fabbrica fu quasi completamente rasa al suolo. Quando il fumo si è calmato, 23 persone erano morte e Quaker è stato lasciato con $ 2.000.000 di danni. Quaker ha continuato a ricostruire la struttura, incorporando le poche aree della struttura che non sono state distrutte da un incendio.
Quando PepsiCo ha acquistato Quaker Oats nel 2001, molti marchi sono stati raggruppati da strutture in tutto il Canada nella sede di Peterborough, che ha assunto il nuovo soprannome di QTG (Quaker Tropicana Gatorade). La produzione locale comprende Quaker Oatmeal, Quaker Chewy bars, Cap'n Crunch cereal, Pearl Milling Company miscele istantanee per pancake e sciroppi per pancake, Quaker Oat Bran e Corn Bran cereali, bevande sportive Gatorade e il sottomarchio Propel fitness water, succhi Tropicana, e vari prodotti snack Frito-Lay. I prodotti sono facilmente identificabili dall'indirizzo di fabbricazione riportato sulla confezione. La struttura di Peterborough rifornisce la maggior parte del Canada ed esporta porzioni limitate negli Stati Uniti. Lo stabilimento Quaker vende i sottoprodotti della produzione di cereali ad aziende che li utilizzano per creare ceppi e pellet.

## Logo

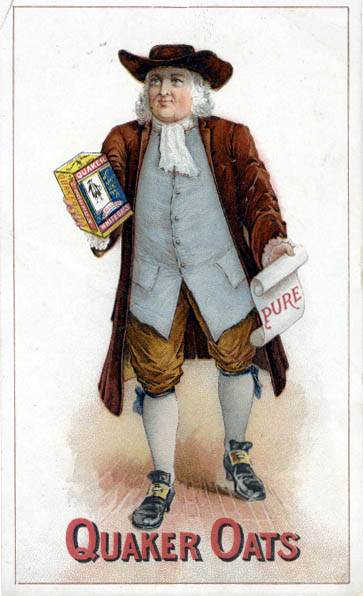
l logo "Quaker Man" in piedi di Quaker Oats intorno al 1900.

Il logo Quaker Oats a partire dal 1877 aveva la figura di un uomo quacchero raffigurato a figura intera, a volte con in mano un rotolo con la parola "Pure" scritta su di esso, simile alle classiche xilografie di William Penn (fondatore della Provincia di Pennsylvania), filosofo del XVII secolo e primo quacchero. La pubblicità di Quaker Oats risalente al 1909, infatti, identificava "l'uomo quacchero" come William Penn e si riferiva a lui come "alfiere dei quaccheri e di Quaker Oats".

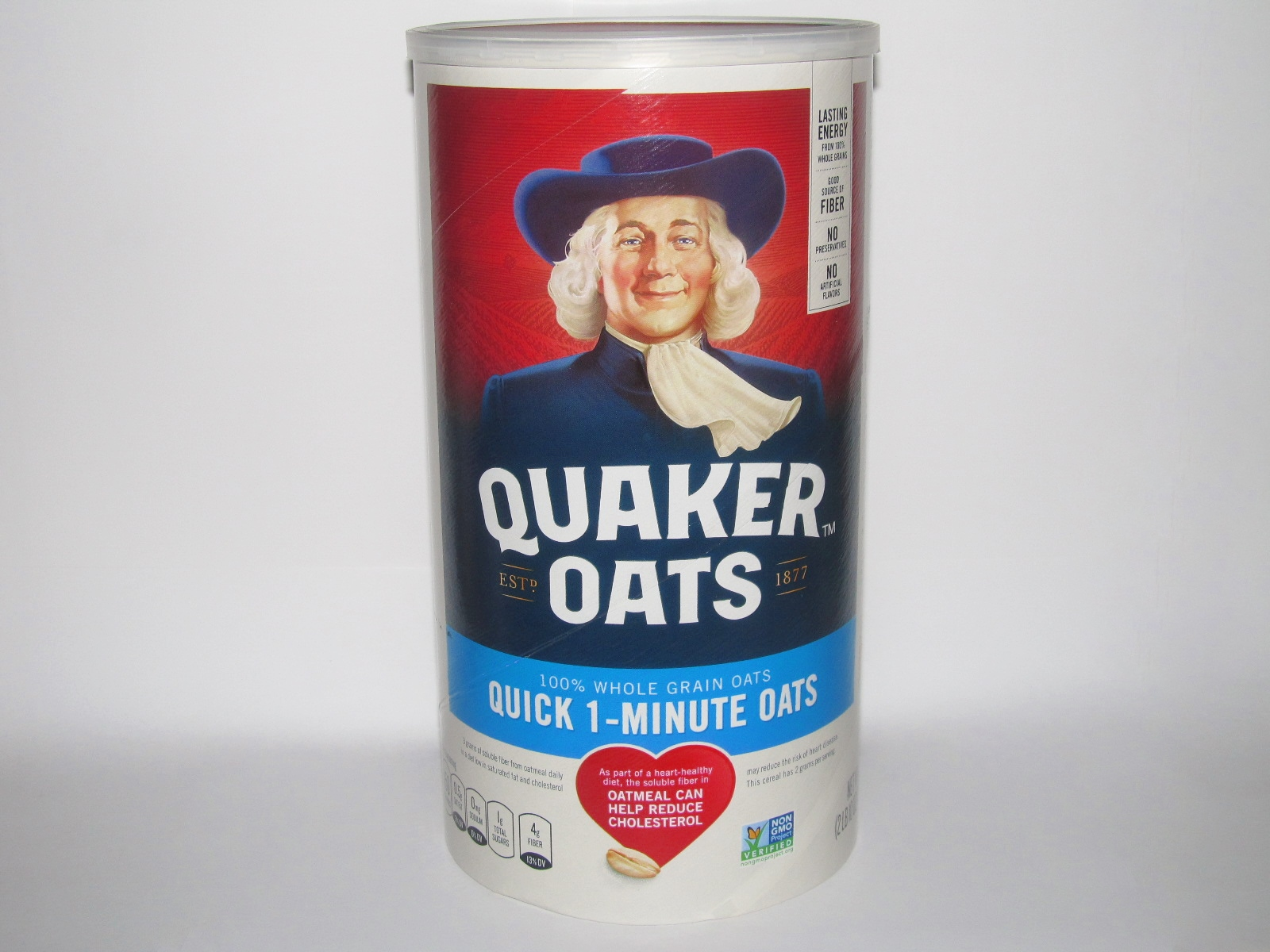
Scatola Quaker Oats, con il logo "Quaker Man" precedente al 2012.

Nel 1946, il grafico Jim Nash creò un ritratto testa e spalle in bianco e nero del sorridente Quaker Man, e il ritratto testa e spalle a colori ora familiare di Haddon Sundblom ha debuttato nel 1957. 
L'azienda afferma che il loro attuale logo "uomo quacchero" "non rappresenta una persona reale. La sua immagine è quella di un uomo vestito con abiti quaccheri, incluso un cappello quacchero, scelto perché la fede quacchera proiettava i valori di onestà, integrità, purezza e forza».

## Polemica sul consenso informato, ricerca sui bambini
Dal 1946 al 1953, i ricercatori della Quaker Oats Company, del MIT e dell'Università di Harvard hanno condotto esperimenti presso la Walter E. Fernald State School per determinare come venivano metabolizzati i minerali dei cereali. Ai genitori di bambini disabili è stato chiesto il permesso di far diventare i propri figli membri di uno Science Club e partecipare alla ricerca. Essere un membro del Science Club ha dato ai bambini privilegi speciali. Ai genitori è stato detto che i bambini sarebbero stati nutriti con una dieta ricca di sostanze nutritive ma non è stato detto loro che il cibo conteneva calcio e ferro radioattivi e il modulo di consenso non conteneva alcuna informazione che lo indicasse. Le informazioni ottenute dagli esperimenti dovevano essere utilizzate come parte di una campagna pubblicitaria. La società è stata successivamente citata in giudizio a causa degli esperimenti. La causa è stata risolta il 31 dicembre 1997.

### Contenuto di grassi trans e contenzioso
Nel 2010, due consumatori della California hanno intentato un'azione legale collettiva contro la Quaker Oats Company. I querelanti affermano che Quaker ha commercializzato i suoi prodotti come salutari anche se contenevano grassi trans malsani. In particolare, Quaker's Chewy Granola Bars, Instant Oatmeal e Oatmeal to Go Bars contenevano grassi trans, eppure la loro confezione conteneva affermazioni come "cuore sano", "sano" e "scelte intelligenti rese facili". La denuncia dei querelanti citava le attuali prove scientifiche che i grassi trans causano malattie coronariche ed è associato a un rischio più elevato di diabete e alcune forme di cancro. Nel 2014, Quaker ha accettato di rimuovere i grassi trans dai suoi prodotti per un costo di 1,4 milioni di dollari, sebbene l'azienda abbia negato un'etichettatura falsa o fuorviante.